# Felipe Antonio Gil de Taboada
Felipe Antonio Gil de Taboada (Bergazos, 1 de maig de 1668—Sevilla, 29 d'abril de 1722) va ser un religiós i home d'estat gallec que va exercir de president del Consell de Castella, bisbe d'Osma i arquebisbe de Sevilla, entre d'altres càrrecs.
Va néixer en una família noble de Galícia, era fill Gómez Gil de Taboada i Beatriz Fernández Noguerol, senyors de les localitats de Bergazos, Barcia i Filgueiroa. Va estudiar Dret Civil i Canònic a la Universitat de Santiago de Compostel·la, becat al col·legi de Santiago Alfeo. Es va doctorar i va ser catedràtic d'ambdós drets a la universitat, defensant els drets del seu col·legi davant del Consell de Castella davant dels atacs d'un rival.
Més tard, va opositar a diverses prebendes eclesiàstiques. Primer a la doctoral de la Catedral de Lugo, però no la va assolir i va decidir marxar a Madrid. A la capital, en tenir notícies seves, l'inquisidor general Diego Sarmiento de Valladares li va atorgar el càrrec de fiscal de la Inquisició a Canàries, però per circumstàncies diverses no va poder exercir-lo i, finalment, va quedar com a vicari eclesiàstic de Madrid.
No va deixar d'opositar a prebendes doctorals d'esglésies, per beca del col·legi major va sol·licitar-la a Salamanca, la qual va obtenir el 1695. L'any següent va opositar a la Penitenciària de la Catedral d'Oviedo, que també va aconseguir. El 1702 va obtenir la Doctoral de la Catedral de Toledo. Quan el rei Felip V va tenir notícia dels seus mèrits, va decidir nomenar-lo president de la Reial Cancelleria de Valladolid el 1710, des d'on, després, va ser a Comissari General de Croada (1711-1715). El 1715 és nomenat inquisidor general, però abans d'arribar a exercir el càrrec va passar a la presidència del Consell de Castella durant uns mesos, i després va ser nomenat ministre del Reial Gabinet del Despatx Eclesiàstic. Gràcies a la seva actuació en aquest càrrec i al pare Pierre Robinet, va ser nomenat bisbe d'Osma (1715-1720), del qual va prendre possessió el 27 d'agost de 1715, si bé no hi entrà fins al 14 de novembre amb la jura dels estatuts de la diòcesi. Posteriorment va ser traslladat a l'arxidiòcesi de Sevilla (1720-1722), on va morir el 29 d'abril de 1722.